# Marca de Fantasia
Marca de Fantasia é uma editora fundada por Henrique Magalhães, dedicada a publicação de livros teóricos e histórias em quadrinhos. A editora é uma atividade da Associação Marca de Fantasia e do NAMID - Núcleo de Artes e Mídias Digitais do Programa de Pós-Graduação em Comunicação da Universidade Federal da Paraíba.

## Antecedentes e contexto
Em 1975, Henrique Magalhães criou a personagem de quadrinhos Maria, que tinha caráter político e contestador. Também começou a desenvolver diversos fanzines. Em 1983, formou-se em Comunicação Social na Universidade Federal da Paraíba, entre 1985 e 1988, publicou o fanzine Marca de Fantasia, em 1990, criou a Gibiteca Henfil como parte do projeto de extensão do Departamento de Comunicação da UFPB, no mesmo ano, apresentou a tese de mestrado Os fanzines de histórias em quadrinhos: o espaço crítico dos quadrinhos brasileiros na  Escola de Comunicações e Artes da Universidade de São Paulo, em 1993, parte da tese foi publicada no livro O que é fanzine, parte da coleção Primeiros Passos. O livro ganhou o Troféu HQ Mix no ano seguinte na categoria "melhor livro teórico".

## Histórico
A editora foi criada em 1995, suas primeiras publicações foram os fanzines Top! Top!, cujo título foi inspirado em uma onomatopeia usada em Fradim de Henfil e Tyli-Tyli, uma revista em quadrinhos dedicada ao gênero "poético-filosófico" de artistas como Flávio Calazans (o nome da revista veio de uma personagem criada por ele), Gazy Andraus e Edgar Franco, assim como Magalhães, os três também possuem trabalhos no meio acadêmico. Em 2009, a editora passou a publicar versões de seus livros em e-books, disponibilizados gratuitamente ou a preços módicos.